# Attin
Attin é uma comuna francesa na região administrativa de Altos da França, no departamento de Pas-de-Calais. Estende-se por uma área de 6,7 km². Em 2010 a comuna tinha 764 habitantes (densidade: 114 hab./km²).